# Cnephia pecuarum
Cnephia pecuarum är en tvåvingeart som först beskrevs av Riley 1887.  Cnephia pecuarum ingår i släktet Cnephia och familjen knott. Inga underarter finns listade i Catalogue of Life.